# II. Noferirkaré
II. Noferirkaré az ókori egyiptomi VIII. dinasztia egyik uralkodója volt, az első átmeneti kor idején. Kim Ryholt, Jürgen von Beckerath és Darrell Baker szerint a VIII. dinasztia tizenhetedik, utolsó uralkodója. Egyes tudósok szerint az óbirodalom utolsó királya volt, amely szerintük a VIII. dinasztiával ért véget, de az óbirodalom utolsó dinasztiája a legáltalánosabb nézet szerint a VI. dinasztia volt.

## Említései
Noferirkaré neve az 56. helyen olvasható az abüdoszi királylistán, amelyet jó 900 évvel az első átmeneti kor után, I. Széthi uralkodása alatt állítottak össze. A szintén XIX. dinasztia kori torinói királylista legújabb rekonstrukciója szerint ezen is szerepelt Noferirkaré neve, az 5. oszlop 13. sorában.

## Személyazonossága
Farouk Gomaà, William C. Hayes és Darrell Baker Noferirkarét azonosítják a Demedzsibtaui Hórusz-néven említett uralkodóval, aki egyetlen helyen szerepel, a koptoszi dekrétumok közt az R jelűn, amely ma a kairói Egyiptomi Múzeumban található (JE 41894). A dekrétum Min koptoszi templomáról szól, melyet felment az adófizetés és egyes kötelességek alól. Jürgen von Beckerath nem ért ezzel egyet.
Egy másik elmélet egy bizonyos Uadzskaréval kapcsolatos, akit szintén ez a koptoszi dekrétum említ. Kurt Heinrich Sethe, Gomaà, Hayes és Baker szerint ő más személy, mint Demedzsibtaui, von Beckerath azonban úgy véli, hogy az Uadzskaré II. Noferkaré uralkodói neve lehetett, aki szerinte azonos Demedzsibtauival. Gomaà és Hayes szerint Uadzskaré egy kevéssé ismert Hór-Habau nevű uralkodóval azonos. Hans Goedicke felvetette, hogy Uadzskaré talán Demedzsibtaui elődje, és mindketten a IX. dinasztiához tartoztak. Thomas Schneider nyitva hagyja a kérdést, és nem próbálja eldönteni, hogy Uadzskaré II. Noferkaréval vagy II. Noferirkaréval azonos, Demedzsibtauival pedig nem foglalkozik. Sem Uadzskaré, sem Demedzsibtaui nem ismert a dekrétumon kívül más korabeli forrásból, és amennyiben nem azonos(ak) II. Noferirkaréval vagy II. Noferkaréval, úgy az abüdoszi, illetve a torinói királylistán sem szerepel(nek).
2014-ben Maha Farid Mostafa publikált egy Semai vezír sírjában talált feliratot. Ezt feltehetőleg Semai fia, Idi vezír készíttette, bár az ő neve nem maradt fenn rajta. A szöveg egy Pepi nevű király uralkodása alatt készült, akinek trónneve Nofer-ka-[…]-ré volt. Maha Farid Mostafa ezt Noferirkaréként rekonstruálta. A felirat teljesen biztos, hogy a VIII. dinasztia idején készült, és amennyiben a név rekonstrukciója helyes, Noferirkaré nagy valószínűséggel azonos Demedzsibtauival, akivel Idit együtt említi az egyik koptoszi dekrétum.

## Uralkodása
A torinói királylista másfél év uralkodási időt tulajdonít Noferirkarénak. Mind a torinói, mind az abüdoszi királylista a VII./VIII. dinasztia utolsó uralkodójának tartja. Lehetséges, hogy az őket követő, hérakleopoliszi eredetű IX. dinasztia első uralkodója, Meriibré Heti erőszakkal mozdította el Noferirkarét, de az is lehet, hogy az első átmeneti kor kezdetére jellemző alacsony áradások, hatalmas éhínség és kaotikus állapotok miatt az egyiptomi állam teljesen összeomlott.

## Név, titulatúra
A fáraók titulatúrájának magyarázatát és történetét lásd az Ötelemű titulatúra szócikkben.
| G5 |

| G5 |

| S23 | ib | N19 |

| S23 | ib | N19 |

| S23 | ib | N19 |

| S23 | ib | N19 |

| G5 |

| G5 |

| S23 | ib | N19 |

| S23 | ib | N19 |

| S23 | ib | N19 |

| S23 | ib | N19 |

| M23 | L2 |

| M23 | L2 |

| N5 | nfr | ir · D28 |

| N5 | nfr | ir · D28 |

| N5 | nfr | ir · D28 |

| N5 | nfr | ir · D28 |

| N5 | nfr | ir · D28 |

| N5 | nfr | ir · D28 |

| N5 | nfr | ir · D28 |

| N5 | nfr | ir · D28 |

| M23 | L2 |

| M23 | L2 |

| N5 | nfr | ir · D28 |

| N5 | nfr | ir · D28 |

| N5 | nfr | ir · D28 |

| N5 | nfr | ir · D28 |

| N5 | nfr | ir · D28 |

| N5 | nfr | ir · D28 |

| N5 | nfr | ir · D28 |

| N5 | nfr | ir · D28 |

| G39 | N5 | \| \| |
|     |    |       |

|  |

| G39 | N5 | \| \| |
|     |    |       |

|  |

| p · p | i | i |

| p · p | i | i |

| p · p | i | i |

| p · p | i | i |

| p · p | i | i |

| p · p | i | i |

| p · p | i | i |

| p · p | i | i |

| G39 | N5 | \| \| |
|     |    |       |

|  |

| G39 | N5 | \| \| |
|     |    |       |

|  |

| p · p | i | i |

| p · p | i | i |

| p · p | i | i |

| p · p | i | i |

| p · p | i | i |

| p · p | i | i |

| p · p | i | i |

| p · p | i | i |

## Fordítás
- Ez a szócikk részben vagy egészben  a   Neferirkare című angol Wikipédia-szócikk ezen változatának fordításán alapul.  Az eredeti cikk szerkesztőit annak laptörténete sorolja fel. Ez a jelzés csupán a megfogalmazás eredetét és a szerzői jogokat jelzi, nem szolgál a cikkben szereplő információk forrásmegjelöléseként.